# Vilko Filač
Filač Vilko, slovenski filmski snemalec,  * 14. februar 1950, Ptuj, † 25. november 2008, Ljubljana.

## Življenje in delo
Leta 1977 je diplomiral na filmski akademiji v Pragi. Z režiserjem Emirom Kusturico je sodeloval pri treh celovečernih filmih (Se spominjaš Dolly Bell, 1981; Oče na službeni poti, 1985 in Dom za obešanje, 1988). V Sloveniji je snemal s Karpom Godino (Rdeči boogie, 1982), Francijem Slakom (Butnskala, 1985) in drugimi režiserji.   Zadnjih petnajst let je snemal predvsem v tujini, kjer so se pred njegovo kamero zvrstili igralci, kot so Marlon Brando, Johnny Depp in mnogi drugi. Umrl je za posledicami srčne kapi. Leta 1985 je prejel Badjurovo nagrado.